# JAWS
JAWS (Job Access With Speech, na sigla em inglês) é um programa de computador leitor de tela para Microsoft Windows, que permite usuários com deficiência visual lerem a tela por meio de uma saída de texto para voz ou um dispositivo braille. É produzido pela Blind and Low Vision Group da Freedom Scientific, sediada em São Petersburgo, Flórida, nos Estados Unidos.
Uma pesquisa com usuários de leitores de tela, realizada em julho de 2015 pela companhia de acessibilidade na Internet WebAIM, apontou que o JAWS é o leitor de tela mais popular do mundo – 30,2% dos entrevistados afirmaram utilizar o programa como leitor de tela principal e 43,7% dos entrevistados afirmaram utilizar o programa frequentemente. Estes números são inferiores aos encontrados em janeiro de 2014, quando as proporções eram de 50% e 63,9%, respectivamente.
O JAWS funciona em todas as versões do Windows, a partir do Windows Vista. Existem duas versões do programa – a edição doméstica para uso não–comercial e a edição profissional para uso comercial. Antes do JAWS 16, a edição doméstica era chamada standard e funcionava somente em sistemas operacionais Windows domésticos. A versão para DOS às vezes conhecida como JDOS é livre. O scripting do JAWS permite utilizar programas sem controles padrões do Windows e que não foram pensados para a acessibilidade.

## História
O JAWS foi originalmente lançado em 1989 por Ted Henter, um ex–piloto de motociclismo que perdeu a visão em 1978 em um acidente de carro. Em 1985, junto com um investimento de 180.000 dólares de Bill Joyce, Henter fundou a Henter–Joyce Corporation, em São Petersburgo. Em 1990, Joyce vendeu sua parte na companhia de volta para Henter. Em abril de 2000, Henter–Joyce Corporation, Blazie Engineering e Arkenstone, Inc. fundiram–se para formar a Freedom Scientific.
O JAWS foi originalmente criado para o sistema operacional MS–DOS. Era um dos vários leitores de tela, que davam acesso aos usuários com deficiência visual a aplicativos MS–DOS em modo texto. Uma característica única do JAWS era o uso de menus em cascata, no estilo do aplicativo Lotus 1–2–3. O que diferenciava o JAWS de outros leitores de tela da época era o uso de macros, que permitiam aos usuários customizar a interface e trabalhar melhor com vários aplicativos.
Henter e Rex Skipper escreveram o código original do JAWS em meados dos anos 1980. A versão 2.0 foi lançada em meados dos anos 1990. Skiper deixou a Henter–Joyce Corporation depois do lançamento da versão 2.0 e, depois da sua saída da companhia, Charles Oppermann foi contratado para manter e melhorar o leitor de tela. Oppermann e Henter regularmente adicionaram características maiores e menores e frequentemente lançaram novas versões do programa. Hoje Freedom Scientific oferece JAWS para MS–DOS por meio do download do freeware disponível no seu website.
Em 1993, Henter–Joyce lançou uma versão altamente modificada do JAWS para pessoas com dificuldade de aprendizado. Este produto chamado WordScholar não está mais disponível.

### JAWS para Windows
Em 1992, enquanto o Microsoft Windows tornava–se mais popular, Oppermann começou a trabalhar em uma nova versão do JAWS. O principal objetivo não era interferir na interface do Windows e continuar a fornecer uma macro facilidade potente. As versões testes e beta do JAWS para Windows (JFW, na sigla em inglês) foram apresentadas em conferências ao longo de 1993 e 1994. Na época, o desenvolvedor Glen Gordon começou a trabalhar no código e assumiu o serviço quando Oppermann foi contratado pela Microsoft em novembro de 1994. Pouco tempo depois, JAWS para Windows 1.0 foi lançado em janeiro de 1995. Hoje uma nova versão do JAWS para Windows foi lançada aproximadamente uma vez por ano com atualizações menores entre elas. A última versão é 18.0, lançada em outubro de 2016.

## Características
O software foi desenhado especificamente para o uso da Internet, sendo ativado quando o  Internet Explorer  está em primeiro plano. Para websites, o JAWS primeiramente lê o título e o número de links. A leitura é ativada ou desativada por meio da tecla Ctrl. As linhas são percorridas com as teclas seta para cima ou seta para baixo. A tecla shift move–se pelos links. As formas são encontradas e lidas com o comando Ctrl+Insert+Home, depois a tecla F. O JAWS pode acessar títulos em documentos   Word e PDF e em websites.
A configuração e a organização das características do JAWS foram descritas como complexas, tendo sido recomendado o treinamento para usuários como webdesigners fazendo testes de acessibilidade, para evitar tirar conclusões erradas destes testes.

## Versões
| Versão   | Data de lançamento     | Mudanças significativas |
| -------- | ---------------------- | --- |
| JFW 1.0  | Janeiro de 1995        | - Primeira versão para Windows, com suporte para Windows 3.1 e Windows para Workgroups 3.11. |
| JFW 2.0  | Meados de 1996         | - Suporte para Windows 95. |
| JFW 4.0  | 14 de setembro de 2001 | - Muitas mudanças para a interface do usuário. - Tutorial opcional e ajuda para chave de acesso são adicionados. |
| JFW 4.5  | 30 de agosto de 2002   | - chaves rápidas de navegação são adicionadas para Internet Explorer, para navegação entre os elementos HTML em uma página. |
| JFW 5.0  | 9 de outubro de 2003   | - muitas melhorias com o suporte para Internet. - gerenciador de voz e som, para indicação de fontes, controles e elementos de uma página na Internet. |
| JFW 6.0  | 3 de março de 2005     | - Licenciamento pela Internet é introduzido. - Configurações separadas de usuários são introduzidos. - Inclui uma demo de FSReader, um leitor DAISY fabricado pela Freedom Scientific, para a leitura do material de treinamento do JAWS.                                                                            |
| JFW 7.0  | 14 de outubro de 2005  | - Lançamento da versão USB. - Suporte para Mozilla Firefox, entre outros aplicativos. |
| JFW 7.1  | 21 de junho de 2006    | - Atualizações automáticas. - Mudança para o Modelo de Objeto de Documento para renderização HTML. |
| JFW 8.0  | 17 de novembro de 2006 | - Chips com sintetizadores de voz RealSpeak Solo SAPI 5. - Não tem mais suporte para Windows 98 ou Windows ME. - Suporte para Windows Vista. |
| JFW 9.0  | 19 de novembro de 2007 | - Suporte para HTML. - Novas caixas de diálogo "opções de ajuste do JAWS". |
| JFW 10.0 | 3 de novembro de 2008  | - Introdução do JAWS Tandem para permitir uma pessoa usar o JAWS para acessar um JAWS rodado em outro computador, muito parecido com o Remote Desktop. - Suporte para a versão 8 do iTunes e o iTunes Store. |
| JFW 11.0 | 23 de outubro de 2009  | - Research It, um recurso que oferece acesso rápido à informação como definições de palavras, previsões do tempo e resultados de esportes. - Passou a vir em DVD em vez de CD. - Chips com a versão completa do FSReader 2.0 em vez da demo.                                                                         |
| JFW 12.0 | 21 de outubro de 2010  | - Fornece um centro de configurações para substituir o antigo gerenciador de configuração para mudar as configurações facilmente. - Possibilita navegação consistente de ribbons, usando o "menu virtual ribbon". - Suporte para especificação ARIA para tornar webpages mais acessíveis.                            |
| JFW 13.0 | 24 de outubro de 2011  | - Fornece reconhecimento ótico de caracteres embutido para gráficos na tela. - Fornece uma novo recurso "configurações rápidas" em substituição à antiga caixa de diálogo "opções de ajuste do JAWS". |
| JFW 14.0 | 22 de outubro de 2012  | - Suporte para Windows 8. - Introdução da Flexible Web, um recurso que permite o usuário esconder elementos HMTL não desejados em webpages ou acessar um elemento HTML particular quando uma página abre. |
| JFW 15.0 | 28 de outubro de 2013  | - Suporte para touch screen no Windows 8 - Inclui o FS Reader 3.0, que pode ler arquivos DAISY como se fossem documentos HTML. |
| JFW 16.0 | 28 de outubro de 2014  | - Introdução do "comando de pesquisa do JAWS", um recurso que permite o suário pesquisa por comandos do JAWS. - Introdução do reconhecimento ótico de caracteres para documentos PDF. - Suporte para MathML. - Não tem mais suporte para Windows XP.                                                                 |
| JFW 17.0 | 29 de outubro de 2015  | - Suporte para Smart Navigation, um método alternativo para links de navegação e tabelas em webpages. - Usa Liblouis, um tradutor de Braille open source, para suporte atualizado da Unified English Braille. |
| JFW 18.0 | 27 de outubro de 2016  | - Com eco do mouse, para que então o JAWS possa ler o que está abaixo do mouse à medida que ele se move. - No Windows 8 e após, inclui a habilidade de abaixar o volume do áudio de outros programas. - Inclui menu de importação e exportação para transferir mais facilmente configurações entre instalações JAWS. |